# アグスタウェストランド
アグスタウェストランド (Agusta Westland NV) はイギリスとイタリアに拠点を置くヘリコプター開発・製造メーカー。イタリアのフィンメッカニカの子会社アグスタと、イギリスのGKNの子会社GKN ウェストランド・ヘリコプターが2000年7月に合併して設立された。
GKNとフィンメッカニカ社はアグスタウェストランド社のシェア（株式）を50%ずつ持ったが、2004年5月26日にGKNが106万ポンドでフィンメッカニカに売却することを決定し、フィンメッカニカ（現レオナルド S.p.A）の完全子会社となっている。

## 製品
自社開発・製造
- アグスタウェストランド AW101
- アグスタウェストランド VH-71 ケストレル：旧称US101。アメリカ海兵隊（大統領専用機）向けEH101、2009年6月開発契約が破棄された。
- アグスタウェストランド グランド
- アグスタウエストランド AW139：以前はベル・ヘリコプター社との合同事業。日本の海上保安庁などが採用している機種。
- アグスタウェストランド AW609：以前はベル・ヘリコプター社との合同事業。欧州初のティルトローター機。
- アグスタウェストランド AW149
- アグスタウェストランド AW159：リンクスの発達型。

旧アグスタ社開発
- アグスタ A101G
- アグスタ A106
- アグスタ A109
- アグスタ A119 コアラ
- アグスタ A129 マングスタ

旧ウェストランド社開発
- アグスタウェストランド リンクス（スーパー リンクス 300）

合同事業
- NHI NH90：シェア32%。

ライセンス生産
- ベル 412 (AB412)
- ウェストランド WAH-64 アパッチ AH1：イギリス陸軍向け。